# Anlamani
Anlamani (... – 600 a.C. circa) è stato un sovrano del regno di Kush.
Sotto il suo regno, Kush conobbe una rinascita di potere. Anlamani era figlio di Senkamanisken, suo predecessore, e fratello maggiore di Aspelta, suo successore.

## Biografia
La principale fonte sul regno di Anlamani è una stele scoperta nel tempio di Kawa. Il testo cita la visita della madre del re a Kawa per assistere alle cerimonie dell'incoronazione. Viene anche ricordata la decisione di designare quattro sorelle di Anlamani come suonatrici di sistro presso il tempio di Amon di Gebel Barkal e quella di indire una campagna militare contro alcune tribù di nomadi che minacciavano Kawa.
Due statue di granito raffiguranti il sovrano sono state rinvenute a Gebel Barkal mentre da Meroe proviene un blocco recante il suo nome. Una delle due statue si trova oggi esposta presso il Museo Nazionale di Khartoum mentre l'altra è conservata presso il Museum of Fine Arts di Boston.
Anlamani venne sepolto nella piramide n.6 della necropoli di Nuri. il suo sepolcro consiste in una camera con sarcofago entrambi decorati con testi di carattere religioso.

## Titolatura
Sulla falsariga degli antenati della XXV dinastia egizia, molti dei successivi re di Nubia adottarono la titolatura reale egizia. Anlamani non fece eccezione:
| G5 |

| G5 |

|       |
| \| \| |
|       |
|       |

|  |

|       |
| \| \| |
|       |
|       |

|  |

| G16 |

| G16 |

|  |

| G8 |

| G8 |

|  |

| M23 · X1 | L2 · X1 |

| M23 · X1 | L2 · X1 |

| ra | S34 | kA |

| ra | S34 | kA |

| ra | S34 | kA |

| ra | S34 | kA |

| ra | S34 | kA |

| ra | S34 | kA |

| ra | S34 | kA |

| ra | S34 | kA |

| G39 | N5 |

| G39 | N5 |

| i | mn · n | i | n · E23 |

| i | mn · n | i | n · E23 |

| i | mn · n | i | n · E23 |

| i | mn · n | i | n · E23 |

| i | mn · n | i | n · E23 |

| i | mn · n | i | n · E23 |

| i | mn · n | i | n · E23 |

| i | mn · n | i | n · E23 |

## Galleria d'immagini

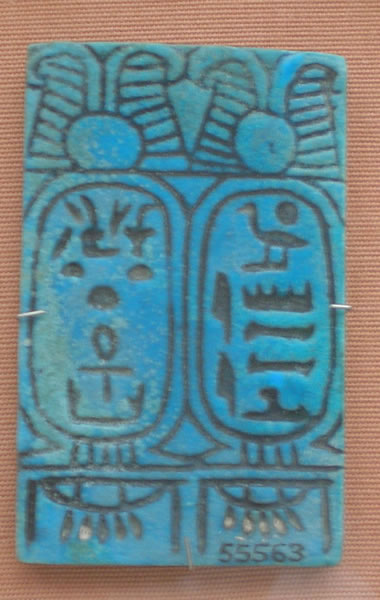
Cartigli di Anlamani, provenienti dalla necropoli di Nuri.
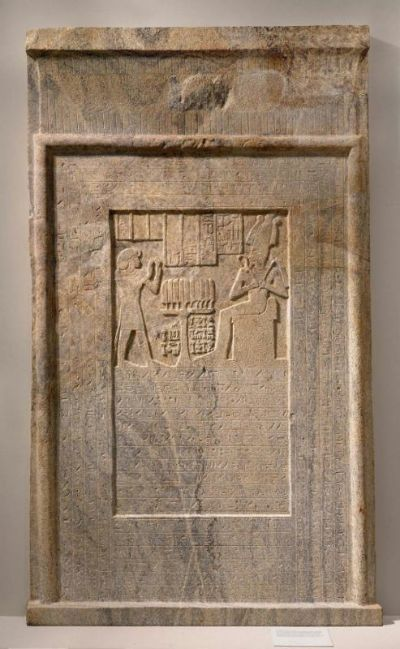
Stele di Anlamani.
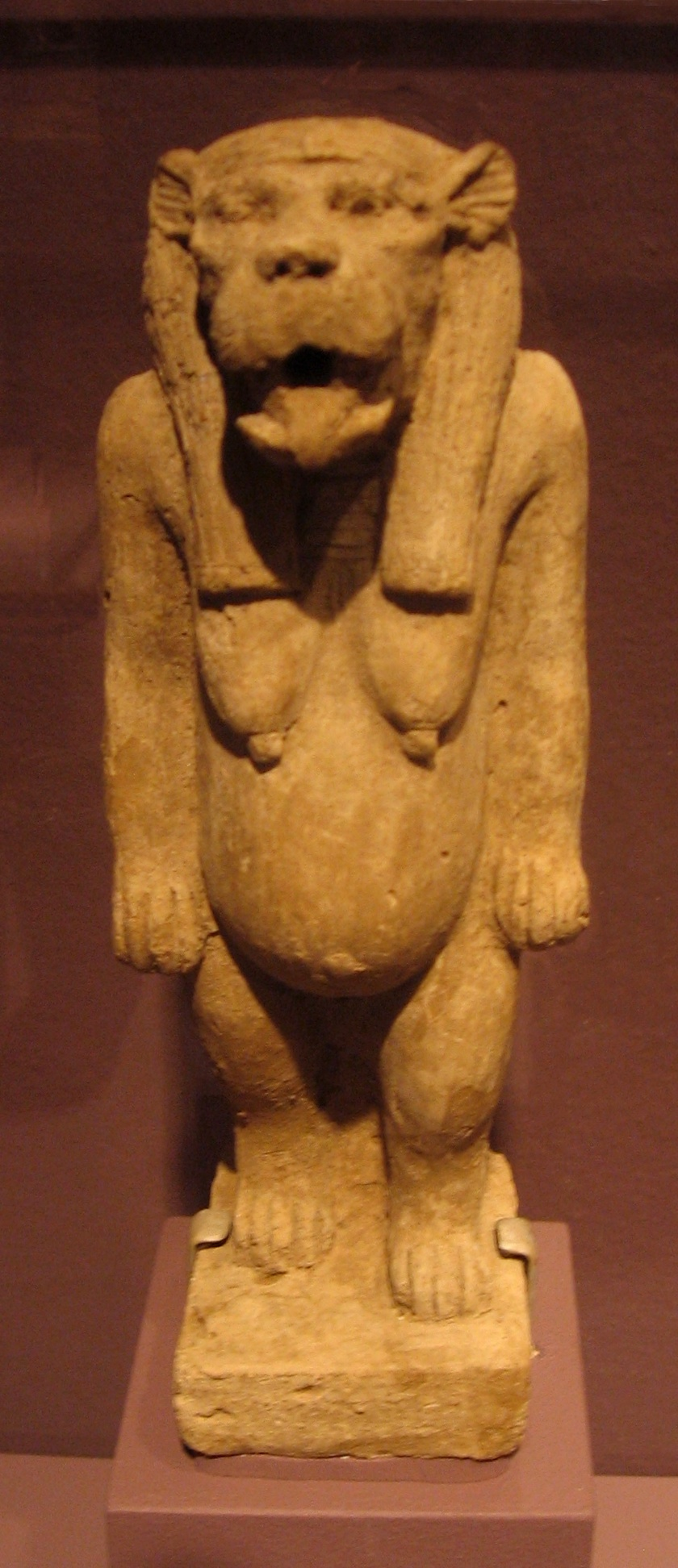
Statuetta in argilla della dea Tauret, rinvenuta nelle fondamenta del complesso funerario di Anlamani a Nuri. Boston, Museum of Fine Arts.